# А у вас который час? (фильм)
«А у вас который час?» (кит. трад. 你那邊幾點, пиньинь Nǐ nà biān jǐ diǎn, англ. What Time Is It There?) — тайваньский драматический фильм режиссёра Цай Минляна, впервые показанный на Каннском кинофестивале в 2001 году.

## Сюжет
Уличный продавец наручных часов в память о случайно встреченной девушке, уехавшей во Францию, задается целью переставить все часы в Тайване на парижское время.
Его мать, потерявшая мужа, гладит аквариум с огромной рыбиной, уверенная, что в неё переселился дух умершего. Девушка спит ранним утром на скамейке в Люксембургском саду, а её чемодан медленно плывёт по пруду.

## В ролях
- Ли Каншэн — Сяо-Кан
- Чэнь Шианчуй — Шианг-Чжи
- Лу Ицзин — мать
- Мяо Тянь — отец
- Сесилия Ип — женщина в Париже
- Джерри Чань — мужчина в метро
- Цай Гуй — проститутка
- Артур Нозисель — мужчина в телефонной будке
- Давид Ганансия — мужчина в кафе
- Чао-И Цай — владелец магазина часов
- Куо-Чэн Хуан — толстяк
- Жан-Пьер Лео — Жан-Пьер / мужчина на кладбище

## Интерпретация
В «А у вас который час?» Цай Минлян, во-первых, развивает намеченные уже в ранних фильмах темы одиночества и отчуждения в современных городских условиях, а во-вторых, следует эстетике европейских режиссёров, в частности Вима Вендерса и Микеланджело Антониони. Однако, как отмечает Андрей Плахов, по сравнению с предыдущими картинами, в этом фильме Цай Минлян значительно расширяет пространство действия и дробит повествование на две географические точки — Тайбэй и Париж. Сяо-Кан после встречи с Шианг-Чжи и её дальнейшего отъезда в Париж стремится реконструировать их связь и переводит все попадающиеся ему часы на парижское время. Такого рода действия приводят к трансцендирующему событию, а именно: в конце фильма «девушка живьём видит в Париже умершего отца парня, который помогает ей с помощью зонтика подцепить и спасти чемодан, упавший в фонтан».
Подобная реконструкция касается не только линии парень-девушка, Тайбэй-Париж. Мать Сяо-Кана со смертью своего мужа впадает в депрессию. После того, как Сяо-Кан переводит часы в их доме, у матери появляется навязчивая идея, что умерший муж пытается связаться с ней через опосредующие объекты. Таким образом, возникает второй вариант реконструкции, который условно можно обозначить как посюстороннее-потустороннее. Мать Сяо-Кана приглашает в дом монаха, оставляет на ночь еду на столе, замуровывает квартиру от внешних источников света и агрессивно реагирует на упрёки сына по поводу её действий. Кульминацией же становится сцена мастурбации в спальне на фоне портрета мужа.
Однако подобные события приводят героев не к счастью, а, напротив, лишь констатируют их экзистенциальное одиночество и невозможность полноценного контакта. Экзистенциальное одиночество в фильме связывается также с проблематикой коммуникации. Можно даже сказать, что они являются оборотными сторонами друг друга, однако при этом каждая из них расширяет и дополняет другую.
Так, линию матери Сяо-Кана можно представить одновременно и как скорбь, и как имитацию контакта. Её действия носят утешительный и в то же время иллюзорный характер — реконструкция образа мужа ни к чему не приводит и она лишь больше замыкается на самой себе в рамках одной квартиры. Сам Сяо-Кан, с одной стороны, реконструирует образ девушки и Парижа, в который она уехала (перевод часов, просмотр фильма Франсуа Трюффо «Четыреста ударов» с Жан-Пьером Лео, которого Шианг-Чжи также встречает на кладбище Пер-Лашез), а с другой, занимается сексом с проституткой в машине. При этом его действия так же ни к чему не приводят. Связь с девушкой устанавливается лишь опосредованно — через призрак отца; а секс с проституткой имеет под собой исключительно товарно-денежные отношения. Наконец, Шианг-Чжи проявляет свои чувства к встреченной в Париже женщине, которая пригласила её к себе в номер, однако оказывается отвергнутой. Таким образом, данные линии можно резюмировать в следующую схему: имитация-фальшь-отвержение. Ситуация с Шианг-Чжи в наибольшей степени выражает идею фильма, которую метафорически можно обозначить кадром из «Затмения» Антониони, когда герои Моники Витти и Алена Делона целуются через стекло. Герои фильма Минляна оказываются в похожем, онтологическом состоянии заброшенности — стремлению к контакту, порой даже искреннему, препятствуют различные опосредованные элементы: смерть, обмен, отвержение. Данный экзистенциальный накал подчёркивается Минляном не только сюжетно, но и визуально. Эстетическая структура фильма изобилует средними и общими планами, статической камерой, изображением пустынных улиц и коридоров, а также фиксацией одиночества героев как в композиции кадров (например, сцена с Сяо-Каном на крыше), так и в их повседневных практиках, что также позволяет отнести картину Минляна к парадигме «медленного кино».
Такого рода ощущение царящего в современном мире отчуждения в целом характерно как для мировых режиссёров, так и для тайваньской новой волны, представители которой оказались в пограничной ситуации между более традиционным укладом жизни материкового Китая и стремительным переходом к капитализму, либерализму и тесным связям с США и другими западными странами. В этом смысле можно вспомнить один из самых репрезентативных фильмов на эту тему: «Яркий летний день» (1991) Эдварда Янга.

## Восприятие
Фильм был хорошо принят критиками. На сайте Metacritic у фильма 79/100. На сайте Rotten Tomatoes рейтинг свежести фильма составляет 85 % на основе 54 рецензий. Итоговый рейтинг 7.1/10. Консенсус критиков гласит: «Хотя просмотр фильма и требует особого терпения, однако исследование темы одиночества в „А у вас который час?“ является одновременно изящным и завораживающим».

### Награды
- Каннский кинофестиваль: Технический приз жюри
- Международный кинофестиваль в Чикаго: Гран-при жюри, Лучший режиссёр, Лучшая операторская работа
- Золотая лошадь: Специальный приз жюри